# إليز غيبولت
إليز غيبولت هي ممثلة كندية، ولدت في 8 أبريل 1961 في Lanaudière ‏ في كندا.

## وصلات خارجية
- إليز غيبولت على موقع IMDb (الإنجليزية)
- إليز غيبولت على موقع أول موفي (الإنجليزية)
- إليز غيبولت على موقع قاعدة بيانات الفيلم (الإنجليزية)